# Phoenix Reisen

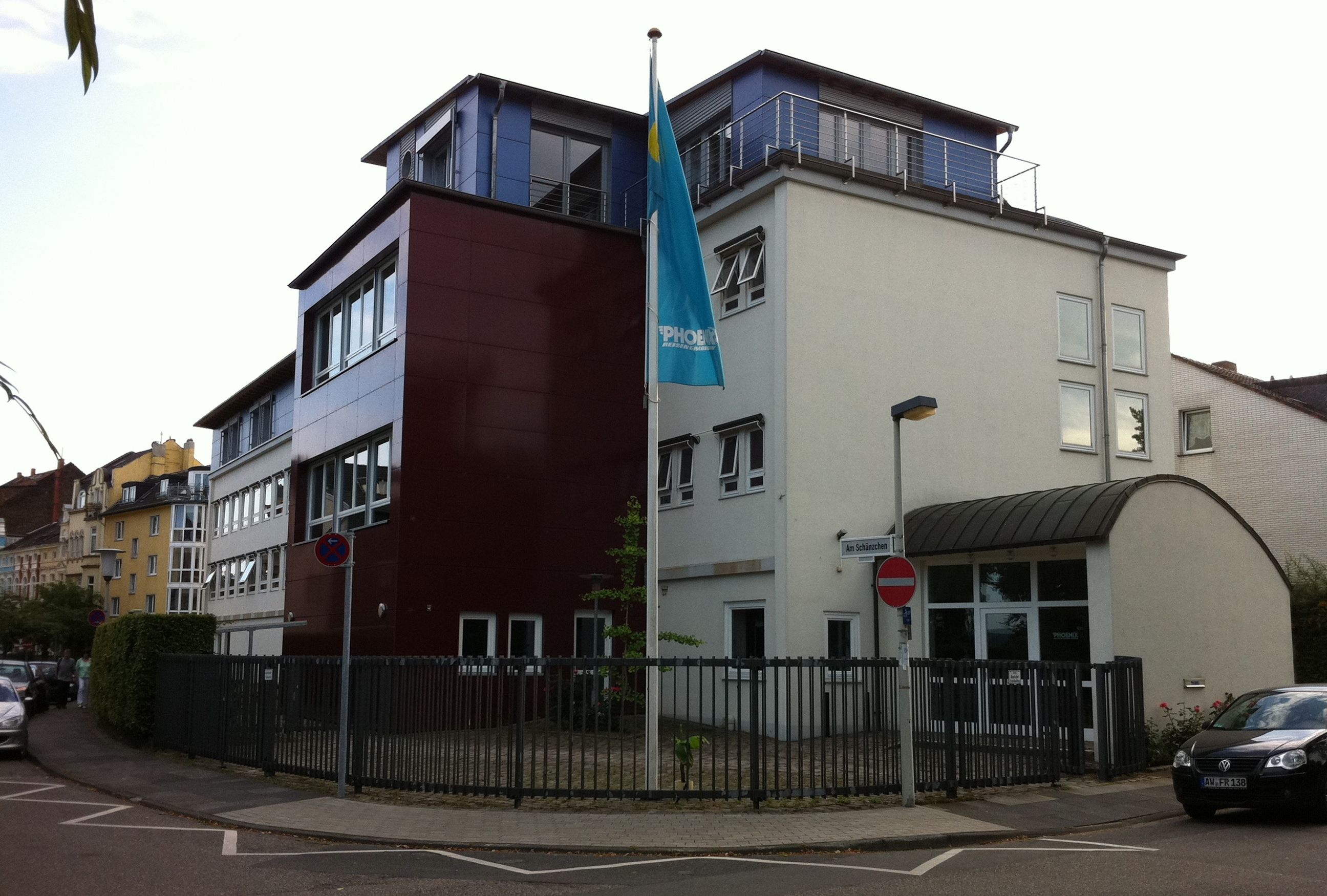
Zentrale in Bonn (2011)

Phoenix Reisen ist ein im Jahr 1973 gegründeter deutscher Reiseveranstalter mit Sitz in Bonn. Das Unternehmen organisiert regelmäßig Kreuzfahrten auf vier Hochseeschiffen sowie zahlreichen Flusskreuzfahrtschiffen. Daneben werden auch Orientreisen und anderes angeboten.

## Geschichte
Das Unternehmen Phoenix-Reisen wurde 1973 von Johannes Zurnieden als Reiseunternehmen Phoenix Flugreisen für Flug- und Städtereisen gegründet. Im Jahr 1988 startete Phoenix im Kreuzfahrtbereich mit der Maxim Gorkiy, die sie von einem sowjetischen Unternehmen für 20 Jahre charterte. Im Jahr 1993 kam ein zweites Schiff zur Flotte von Phoenix Reisen, die 1957 als Sylvania gebaute erste Albatros, die von V.Ships gechartert wurde. Anders als bei der Maxim Gorkiy bekam das Schiff diesmal einen Anstrich in Phoenix-Farben mit dem charakteristischen türkisfarbenen Schornstein. Im gleichen Jahr begann man, auch Flussschiffe zu betreiben. 2016 hatte Phoenix Reisen 33 Flussschiffe im Programm.
Nach verschiedenen mechanischen Problemen beendete Phoenix Reisen die Charter der Albatros vorzeitig im Dezember 2003. Als Ersatz wurde im Januar 2004 die Crown gechartert, die in Albatros umbenannt wurde.
Im Jahr 2005 wurde als drittes Schiff das 1996 als Minerva gebaute Saga Pearl gechartert und unter dem Namen Alexander von Humboldt eingesetzt. Ein viertes Schiff kam 2006 mit der Charter der Amadea hinzu. Im Jahr 2008 wurde die erste Alexander von Humboldt durch ein größeres, von Club Cruise gechartertes Schiff ersetzt, das ebenfalls den Namen Alexander von Humboldt erhielt. Ende 2008 endete die Charter der Maxim Gorkiy und wegen hoher Brennstoffpreise und hohem Verbrauch dieses Schiffes wurde die Charter nicht verlängert. Im Mai 2009 charterte Phoenix Reisen die 1946 als Stockholm gebaute Athena von Nina SpA. Im April 2011 übernahm die Reederei die Artania, die zuvor als Artemis für P&O Cruises unterwegs gewesen war.
Seit 2015 dient die Amadea als Drehort für die ZDF-Serie Das Traumschiff.
Seit 2016 und noch bis 2025 chartert Phoenix Reisen in den Monaten Mai bis September die Deutschland.
Seit 2018 betreibt Phoenix-Reisen die ehemalige Prinsendam von Holland-America Line. Sie wurde im Juli 2019 durch Amera Shipping Ltd. übernommen und in Amera umbenannt und wird seit August des Jahres für Kreuzfahrten von Phoenix Reisen eingesetzt.
Im Oktober 2020 wurde aufgrund der Corona-Krise die Albatros an die ägyptische Hotelkette Pick Albatros (Eigentümer Kamel Abou-Aly) verkauft. Vorgesehene Verwendung war als Hotelschiff in Ägypten, stattdessen wurde das Schiff letztlich abgewrackt.
Für die ARD drehte der Bayerische Rundfunk von 2009 bis 2022 mit der Produktionsfirma Bewegte Zeiten auf der Albatros, Artania und Amera die TV-Doku-Serie Verrückt nach Meer.
Das Unternehmen beschäftigt (mit Stand 2018) etwa 100 Mitarbeiter in der Bonner Zentrale und setzt zusätzlich etwa 100 Reiseleiter auf den Schiffen ein. Alle Mitarbeiter auf den Schiffen – auch die Reiseleiter – arbeiten jedoch für Fremdfirmen.
Der Umsatz stieg von 293 Mio. € im Jahr 2011 auf 438 Mio. € im Jahr 2023.

## Flotte

### Flussschiffe

#### Aktuell im Einsatz
(Stand: 2020/2025)
- Adora[20]
- Aleksandra
- Alena[21]
- Alexander Borodin
- Alena
- Alina
- Alisa
- Amadeus Diamond
- Amazon Clipper Premium
- Amelia
- Amina, seit 2024 im Einsatz[22]
- Andrea[23]
- Anesha
- Anna Katharina
- Annabelle
- Annika
- Antonia
- Ariana
- Asara
- A-Silver
- Aurelia
- Calypso
- Charaidew II
- Dnepr Princess
- Gloria
- Lan Diep
- Lavrinenkov
- Magellan (Vermarktungsname, tatsächlich heißt das auf dem Douro fahrende Schiff Fernao de Magalhaes)
- Marylou
- Paukan 2007
- Prinzessin Isabella
- Rajmahal
- Rhein Prinzessin
- Switzerland
- Viola

#### Frühere Schiffe
- Aurelia
- Bellevue
- Camargue
- Danubia (bis 2010)
- Mecklenburg
- Princess
- Prinzessin Katharina
- Renoir
- Rousse Prestige
- Saxonia
- Sofia
- Swiss Crown
- Swiss Gloria
- Viktoria (bis 2011)

### Seeschiffe

#### Im Einsatz
| Schiffsname                                   | Bauname          | Baujahr | im Dienst bei Phoenix | Eigentümer           | BRZ    | Passagierzahlen | Flagge  | Bild |
| --------------------------------------------- | ---------------- | ------- | --------------------- | -------------------- | ------ | --------------- | ------- | ---- |
| Amadea seit 2015 Das Traumschiff              | Asuka            | 1991    | seit 2006             | Amadea Shipping Ltd. | 29.008 | 570             | Bahamas |      |
| Amera von 2019 bis 2022 Verrückt nach Meer    | Royal Viking Sun | 1988    | seit 2019             | Amera Shipping Ltd.  | 39.051 | 835             | Bahamas |      |
| Artania von 2013 bis 2022 Verrückt nach Meer  | Royal Princess   | 1984    | seit 2011             | Artania GmbH         | 44.588 | 1.200           | Bahamas |      |
| Deutschland von 1999 bis 2014 Das Traumschiff | Deutschland      | 1998    | seit 2016             | Delos Cruise         | 22.496 | 550             | Bahamas |      |

#### Frühere Schiffe
| Schiffsname                                                     | Bauname          | Baujahr | im Dienst bei Phoenix | Eigentümer                                 | BRZ    | Flagge              | Status                                                                                | Bild |
| --------------------------------------------------------------- | ---------------- | ------- | --------------------- | ------------------------------------------ | ------ | ------------------- | ------------------------------------------------------------------------------------- | ---- |
| Maxim Gorkiy                                                    | Hamburg          | 1969    | 1988–2008             | Black Sea Shipping Company, Sowkomflot     | 24.981 | Sowjetunion Bahamas | 2009 in Alang verschrottet.                                                           |      |
| Albatros                                                        | Sylvania         | 1957    | 1993–2003             | TSS Albatros                               | 21.985 | Bahamas             | 2004 in Alang verschrottet.                                                           |      |
| Karina                                                          | Ayvasovskiy      | 1977    | 1996                  |                                            | 7.127  |                     | 2013 in Aliağa verschrottet.                                                          |      |
| Albatros von 2010 bis 2013 und 2016 bis 2019 Verrückt nach Meer | Royal Viking Sea | 1973    | 2004–2020             | Pick Albatros Gruppe                       | 28.518 | Bahamas             | 2021 in Alang verschrottet.                                                           |      |
| Alexander von Humboldt                                          | Minerva          | 1996    | 2005–2008             | Evante International Trading S.A.          | 12.331 | Malta               | Voraussichtlich ab 2025 als Minerva wieder in Fahrt für Hansa Touristik.              |      |
| Alexander von Humboldt                                          | Crown Monarch    | 1990    | 2008                  | Hoteles Dinamicos, S.A. de C.V.            | 15.400 | Bahamas             | Als Vidanta Elegant in Fahrt für Vidanta Cruises.                                     |      |
| Athena                                                          | Stockholm        | 1946    | 2009                  | Island Cruises – Transportes Maritimos LDA | 16.144 | Portugal            | Als Astoria heute ältestes Kreuzfahrtschiff der Welt, aber momentan nicht in Betrieb. |      |